# Carlos Sotomayor (pintor)
Carlos Sotomayor Román (La Serena, 27 de agosto de 1911 - Santiago de Chile, 17 de abril de 1988) fue un pintor chileno perteneciente a la corriente del cubismo.

## Familia
Hijo de Carlos Sotomayor Cáceres y de Julia Román Morales Tuvo cuatro hermanos: Julio (poeta, autor de Dios es Dos y Tráfico entre Auroras), Lucía, Inés (Ingeniera Agrónoma) y Elena.
En mayo de 1936 contrae matrimonio con Francisca Serka Yurac, ella era compañera de estudios en la Escuela de Bellas Artes. Tuvieron dos hijos que son Carlos y Álvaro; .

## Infancia y juventud
En su adolescencia conoce a la pintora y escultora Laura Rodig, que acababa de regresar de Europa y trabaja con ella, exponiendo por primera vez junto a Pedro Olmos. 
En su juventud estudió en el Instituto Nacional de Santiago y en 1931 ingresó a la Escuela de Arquitectura de la Universidad de Chile. Sin embargo, en 1932 optó por estudiar en la Escuela de Bellas Artes de dicha Universidad. Sigue cursos con los profesores Jorge Caballero, Hernán Gazmuri y Augusto Eguiluz.

## Obra
Su primera exposición formal se realizó en septiembre de 1933 en la Librería Walton, centro de reuniones intelectuales. Auspició dicho evento artístico e intervino con su palabra el poeta chileno Vicente Huidobro, con quien lo unió una cálida amistad. En 1934 integra el Grupo Decembrista, junto con María Valencia, Gabriela Rivadeneira, Jaime Dvar y Waldo Parraguez. Este grupo de pintores neocubistas es patrocinado por el poeta Vicente Huidobro.
En 1937 se integra al Grupo Rectángulode Arte Moderno, impulsado por el pintor Ramón Vergara Grez (1923-2012); expone en la Alianza de Intelectuales de Chile junto con María Valencia, Waldo Parraguez y Haroldo Donoso.
Junto a los artistas Gregorio de la Fuente, Camilo Mori y Mireya Lafuente crea el grupo artístico Escafandra.
En agosto de 1945 expone 20 telas en la Sala del Ministerio de Educación. Comenta este evento en el catálogo respectivo el poeta Eduardo Anguita ye incluye algunos versos el poeta Julio Molina. Comenta elogiosamente la exposición en la prensa el crítico de arte Antonio Romera.
En 1946 expone nuevamente en la Sala del Ministerio de Educación varias telas y dibujos. Comenta el escritor Andrés Sabella.
En diciembre de 1952 expone en la Sala Pro Arte y durante el año 1953 participa en el Primer Salón de Primavera de la Casa de la Cultura de Ñuñoa, junto a otros 50 pintores, entre ellos José Balmes, Sergio Montesinos, Raúl Santelices y José Venturelli.
En el año 1955 se incorpora como Dibujante Técnico a la Empresa de los FF.CC. del Estado, en las oficinas de la Estación Mapocho, en el Depto. de la Vía y Obras.
Participa en diciembre de 1960 en la 2ª Feria de Artes Plásticas (Parque Forestal) organizada por el Museo de Arte Moderno. Obtiene el 2º Premio de Pintura.
Expone en la Exposición de Pintura Chilena Nueva en marzo de 1962, organizada por la Empresa Esso St. Oil. Expone junto a Nemesio Antúnez y José Balmes. Durante noviembre de 1966 realiza una exposición de sus óleos en la Sala del Instituto de Artes Plásticas de la U.de Chile.
Su última exposición fue en 1979 en la Galería Eco, en que presentó 30 pinturas, entre ellas “el pintor y sus modelos”, Violación 1” y “Paisajes de Cartagena”. Comentó elogiosamente en la prensa el destacado crítico de arte José María Palacios Concha.
Para el año de 1973 se jubila de los FF.CC. del Estado y se dedica solo a la pintura, actividad artística que continuó hasta sus últimos días. En 1987 viaja a Europa y visita museos de arte moderno en Francia, Inglaterra, Italia y España.

## Muerte
A los 76 años de edad, sufre un infarto cardíaco del que no logra recuperarse y fallece el 17 de abril de 1988, dejando a su esposa Francisca (Franka) y sus hijos Carlos y Álvaro.

### Retrospectivas
En el año 2004, se realizó una exposición de sus pinturas en el Centro Cultural de Las Condes, llamada "Carlos Sotomayor: un clásico moderno". No se registra crítica alguna sobre esta retrospectiva.